# Artal II de Pallars Sobirá
Artal II de Pallars Sobirá ( ?-1124 ) fue conde de Pallars Sobirá (1081-1124).

## Orígenes familiares
Era hijo del conde Artal I de Pallars Sobirá.

## Hechos destacados
Durante su gobierno se consumó jurídicamente la partición en dos del antiguo condado de Pallars. Guerreó contra los sarracenos, permaneciendo en cautiverio durante varios años.

## Nupcias y descendencia
Se casó antes de 1083 con Aldonza. De este matrimonio nació:
- Artal (?-1167), conde de Pallars Sobirá

Fue sucedido por su hijo mayor Artal III de Pallars Sobirá.